# Кіровка (Казахстан)
Кі́ровка (каз. Киров) — село у складі Костанайського району Костанайської області Казахстану. Входить до складу Ждановського сільського округу.
Населення — 240 осіб (2021; 296 у 2009, 0 у 1999, 273 у 1989).